# Strobilanthes cincinnalis
Strobilanthes cincinnalis är en akantusväxtart som beskrevs av C. B. Cl.. Strobilanthes cincinnalis ingår i släktet Strobilanthes och familjen akantusväxter. Inga underarter finns listade i Catalogue of Life.